# Лирој (Канзас)
Лирој (енгл. LeRoy) град је у америчкој савезној држави Канзас.

## Демографија
По попису из 2010. године број становника је 561, што је 32 (-5,4%) становника мање него 2000. године.
| Група             | 2000.       | 2010.       |
| Белци             | 572 (96,5%) | 541 (96,4%) |
| Афроамериканци    | 0 (0,0%)    | 0 (0,0%)    |
| Азијати           | 0 (0,0%)    | 1 (0,2%)    |
| Хиспаноамериканци | 6 (1,0%)    | 9 (1,6%)    |
| Укупно            | 593         | 561         |